# Dasyhelea picata
Dasyhelea picata är en tvåvingeart som beskrevs av John William Scott Macfie 1932. Dasyhelea picata ingår i släktet Dasyhelea och familjen svidknott. Inga underarter finns listade i Catalogue of Life.